# Leonard Myles-Mills
Leonard Myles-Mills, ghanansk friidrottare (sprinter), född 9 maj 1973. Myles-Mills är 169 cm lång och väger vanligen 70 kg.

## Karriär
Myles-Mills vann 100-metersfinalen i Panafrikanska spelen i Johannesburg 1999 på tiden 9,99 före dåvarande nigerianen Francis Obikwelu (10,01) och Frankie Fredericks (10,10). Han vann brons på samma distans i samma mästerskap 2003 på tiden 10,03 bakom Deji Aliu (9,95) och Uchenna Emedolu (9,97), båda från Nigeria.
Vid Afrikanska mästerskapen i friidrott 1998 i Dakar 1998 vann Myles-Mills bronset på 100 meter efter att ha löpt i mål på tiden 10,10, distanserad endast av Nigerias Seun Ogunkoya som noterade mästerskapsrekord med 9,94 och Namibias Frankie Fredericks (9,97). Myles-Mills deltog i Atenolympiaden 2004 där han placerade sig som sjätte man i semifinalen.

## Rekord
- 60 meter inomhus: 6,45, Colorado Springs, Colorado, 20 februari 1999, hög höjd (Afrikanskt rekord)
- 100 meter: 9,98, Boise, Idaho, 5 juni 1999 (Ghananskt rekord)
- 200 meter: 20,54, Villmanstrand, Finland, 2 augusti 1998